# ITSEC
Az ITSEC az Európai Közösség által kiadott biztonsági ajánlás, mely kiindulási alapként a TCSEC-et tekintette.
Az ITSEC a TCSEC-kel azonosan értelmezi a biztonsági osztályokat, azonban az egyes releváns informatikai rendszertípusokra is definiál biztonsági osztályokat. Ezeknél megadja a TCSEC biztonsági alapfunkcióit kiemelve az adott rendszertípusra jellemző követelményeket.
Rendszertípusok és biztonsági osztályaik:
- F-IN: nagy integritású rendszerek osztálya (Integrity): adatbázis alapú rendszerek, melyeknél a tárolt adatok és programok integritása elsődleges
- F-AV: magas rendelkezésre állású, vagy kritikus működés biztonságú rendszerek osztálya (Availability): online folyamat- és termelésirányítási, helyfoglalási és banki tranzakciós rendszerek
- F-DI: adatmozgatásnál magas adatintegritást biztosító rendszerek (Data Integrity): magas szintű hibafelismerési és hibajavítási algoritmusokkal üzemelő rendszerek
- F-DC: bizalmas adatokat feldolgozó rendszerek (Data Confidentiality): pl. rejtjelezést tartalmazó rendszerek
- F-DX: magas adatintegritást és bizalmasságot biztosító osztott rendszerek (Data Exchange): pl. nem védett nyilvános hálózaton keresztül történő nagy integritású és bizalmasságú adatok forgalmazása